# Sommer-Paralympics 2016/Judo
Bei den Sommer-Paralympics 2016 in Rio de Janeiro wurden in insgesamt 13 Wettbewerben im Judo Medaillen vergeben. Die Entscheidungen fielen zwischen dem 8. und dem 10. September 2016 in der Arena Carioca 3.

## Männer

### Superleichtgewicht (bis 60 kg)
| Platz | Land | Sportler           |
| ----- | ---- | ------------------ |
| 1     | UZB  | Sherzod Namozov    |
| 2     | JPN  | Makoto Hirose      |
| 3     | MGL  | Uugankhuu Bolormaa |
| 3     | ROU  | Alex Bologa        |
| 5     | URU  | Henry Borges       |

### Halbleichtgewicht (bis 66 kg)
| Platz | Land | Sportler          |
| ----- | ---- | ----------------- |
| 1     | UZB  | Utkirjon Nigmatov |
| 2     | AZE  | Bayram Mustafayev |
| 3     | UKR  | Davyd Khorava     |
| 3     | JPN  | Satoshi Fujimoto  |
| 5     | KOR  | Park Jongseok     |

### Leichtgewicht (bis 73 kg)
| Platz | Land | Sportler          |
| ----- | ---- | ----------------- |
| 1     | AZE  | Ramil Gasimov     |
| 2     | UKR  | Dmytro Solovey    |
| 3     | UZB  | Feruz Sayidov     |
| 3     | DEU  | Nikolai Kornhaß   |
| 5     | CUB  | Gerardo Rodriguez |

### Halbmittelgewicht (bis 81 kg)
| Platz | Land | Sportler                     |
| ----- | ---- | ---------------------------- |
| 1     | MEX  | Eduardo Adrian Avila Sanchez |
| 2     | KOR  | Lee Jungmin                  |
| 3     | AZE  | Rovshan Safarov              |
| 3     | UKR  | Oleksandr Kosinov            |
| 5     | GBR  | Jonathan Drane               |

### Mittelgewicht (bis 90 kg)
| Platz | Land | Sportler           |
| ----- | ---- | ------------------ |
| 1     | GEO  | Zviad Gogotchuri   |
| 2     | UKR  | Oleksandr Nazrenko |
| 3     | USA  | Dartanyon Crockett |
| 3     | UZB  | Shukrat Boboev     |
| 5     | GBR  | Samuel Ingram      |

### Halbschwergewicht (bis 100 kg)
| Platz | Land | Sportler                 |
| ----- | ---- | ------------------------ |
| 1     | KOR  | Choi Gwanggeun           |
| 2     | BRA  | Antônio Tenorio          |
| 3     | CUB  | Yordani Fernandez Sastre |
| 3     | UZB  | Shirin Sharipov          |
| 5     | GBR  | Christopher Skelley      |

### Schwergewicht (über 100 kg)
| Platz | Land | Sportler                |
| ----- | ---- | ----------------------- |
| 1     | UZB  | Adiljan Tuledibaev      |
| 2     | BRA  | Wilians Silva de Araujo |
| 3     | JPN  | Kento Masaki            |
| 3     | CUB  | Vangaliny Jimenez       |
| 5     | IRI  | Hamzeh Nadri            |

## Frauen

### Superleichtgewicht (bis 48 kg)
| Platz | Land | Sportler        |
| ----- | ---- | --------------- |
| 1     | CHN  | Li Liqing       |
| 2     | DEU  | Carmen Brussig  |
| 3     | TUR  | Ecem Tasin      |
| 3     | UKR  | Yuliya Halinska |
| 5     | TPE  | Lee Kai-Lin     |

### Halbleichtgewicht (bis 52 kg)
| Platz | Land | Sportler                   |
| ----- | ---- | -------------------------- |
| 1     | FRA  | Sandrine Martinet          |
| 2     | DEU  | Ramona Brussig             |
| 3     | ALG  | Cherine Abdellaoui         |
| 3     | UZB  | Sevinch Salaeva            |
| 5     | BRA  | Michele Aparecida Ferreira |

### Leichtgewicht (bis 57 kg)
| Platz | Land | Sportler                        |
| ----- | ---- | ------------------------------- |
| 1     | UKR  | Inna Cherniak                   |
| 2     | BRA  | Lúcia da Silva Teixeira Araújo  |
| 3     | JPN  | Junko Hirose                    |
| 3     | KOR  | Seo Hana                        |
| 5     | ESP  | Maria Monica Merenciano Herrero |

### Halbmittelgewicht (bis 63 kg)
| Platz | Land | Sportler                |
| ----- | ---- | ----------------------- |
| 1     | CUB  | Dalidaivis Rodriguez    |
| 2     | UKR  | Iryna Husieva           |
| 3     | KOR  | Jin Songlee             |
| 3     | UZB  | Tursunpashsha Nurmetova |
| 5     | CHN  | Zhou Tong               |

### Mittelgewicht (bis 70 kg)
| Platz | Land | Sportler                        |
| ----- | ---- | ------------------------------- |
| 1     | MEX  | Lenia Fabiola Ruvalcaba Alvarez |
| 2     | BRA  | Alana Martins Maldonado         |
| 3     | VEN  | Naomi Soazo                     |
| 3     | UZB  | Gulruh Rahimova                 |
| 5     | HRV  | Lucija Brešković                |

### Schwergewicht (über 70 kg)
| Platz | Land | Sportler                |
| ----- | ---- | ----------------------- |
| 1     | CHN  | Yuan Yanping            |
| 2     | UZB  | Khayitjon Alimova       |
| 3     | USA  | Christella Garcia       |
| 3     | TUR  | Mesme Taşbağ            |
| 5     | BRA  | Deanne Silva de Almeida |

## Medaillenspiegel Judo
| Medaillenspiegel Judo nach 13 von 13 Entscheidungen | Medaillenspiegel Judo nach 13 von 13 Entscheidungen | Medaillenspiegel Judo nach 13 von 13 Entscheidungen | Medaillenspiegel Judo nach 13 von 13 Entscheidungen | Medaillenspiegel Judo nach 13 von 13 Entscheidungen | Medaillenspiegel Judo nach 13 von 13 Entscheidungen |
| Platz                                               | Land                                                | Goldmedaille – Olympiasieger                        | Silbermedaille – 2. Platz                           | Bronzemedaille – 3. Platz                           | Gesamt                                              |
| --------------------------------------------------- | --------------------------------------------------- | --------------------------------------------------- | --------------------------------------------------- | --------------------------------------------------- | --------------------------------------------------- |
| 01                                                  | Usbekistan                                          | 3                                                   | 1                                                   | 6                                                   | 10                                                  |
| 02                                                  | Mexiko                                              | 2                                                   | –                                                   | –                                                   | 2                                                   |
| 02                                                  | China                                               | 2                                                   | –                                                   | –                                                   | 2                                                   |
| 04                                                  | Ukraine                                             | 1                                                   | 3                                                   | 3                                                   | 7                                                   |
| 05                                                  | Südkorea                                            | 1                                                   | 1                                                   | 2                                                   | 4                                                   |
| 06                                                  | Aserbaidschan                                       | 1                                                   | 1                                                   | 1                                                   | 3                                                   |
| 07                                                  | Kuba                                                | 1                                                   | –                                                   | 2                                                   | 3                                                   |
| 08                                                  | Frankreich                                          | 1                                                   | –                                                   | –                                                   | 1                                                   |
| 08                                                  | Georgien                                            | 1                                                   | –                                                   | –                                                   | 1                                                   |
| 10                                                  | Brasilien                                           | –                                                   | 4                                                   | –                                                   | 4                                                   |
| 11                                                  | Deutschland                                         | –                                                   | 2                                                   | 1                                                   | 3                                                   |
| 12                                                  | Japan                                               | –                                                   | 1                                                   | 3                                                   | 4                                                   |
| 13                                                  | Türkei                                              | –                                                   | –                                                   | 2                                                   | 2                                                   |
| 13                                                  | USA                                                 | –                                                   | –                                                   | 2                                                   | 2                                                   |
| 15                                                  | Algerien                                            | –                                                   | –                                                   | 1                                                   | 1                                                   |
| 15                                                  | Mongolei                                            | –                                                   | –                                                   | 1                                                   | 1                                                   |
| 15                                                  | Rumänien                                            | –                                                   | –                                                   | 1                                                   | 1                                                   |
| 15                                                  | Venezuela                                           | –                                                   | –                                                   | 1                                                   | 1                                                   |